# Jelena Rozga
Jelena Rozga (Split, 23 augustus 1977]) is een Kroatische zangeres en danseres. Hoewel ze als zeer getalenteerd danser een dansopleiding in het buitenland heeft gevolgd, ging ze zelf toch veel liever zingen in de populaire Kroatische band Magazin. Sinds ze in 1996 in deze band zingt, nam haar populariteit in voormalig Joegoslavië alleen maar toe, en behaalde Magazin vele prijzen. In 2006 besloot ze een solocarrière te beginnen.

## Discografie
- Oprosti mala (2006)
- Bižuterija (2011)
- Best of Jelena Rozga (2011)
- Moderna žena, (2016)